# Kostel Rozeslání svatých apoštolů (Písařov)
Barokní římskokatolický kostel Rozeslání svatých apoštolů v Písařově byl postaven v r. 1785 a nahradil starý dřevěný kostelík. Kostel je spoluzasvěcen svaté Barboře.

## Historie
Písařov měl kostel již ve 14. století a zdejší fara byla připojena k nově zřízenému biskupství v Litomyšli. Kolem roku 1446 byla vrácena olomoucké diecézi. Dřevěný kostelík zasvěcený Rozeslání svatých apoštolů stál v místě nynějšího hřbitova. Tato dedikace se připomíná v děkanské šumperské matrice již v r. 1672. Jelikož značně chátral, byl roku 1682 na stejném místě vystavěn nový, rovněž dřevěný, ale se zvonicí. V roce 1785 byla zahájena výstavba nového zděného kostela za podpory knížete Lichtenštejna. Původní dřevěný kostelík byl již velmi sešlý, s nedostačujícím vybavením, hrozilo jeho zřícení a proto bylo zakázáno konat zde bohoslužby. Nový kostel byl vysvěcen v r. 1793. Zasvěcen byl opět památce Rozeslání apoštolů. Kostel byl pokryt šindelem, měl pěknou kupolovitou věž a patřil k nejpěknějším kostelům v okolí. Za hlavním oltářem bylo ponecháno místo pro obraz sv. Barbory, k jejíž poctě byl kostel spoluzasvěcen.
V roce 1838 byla pro špatný stav snesena báň z věže kostela a nahrazena z úsporných důvodů dnešní jehlanovou střechou. Ještě kolem roku 1860 byl v kostele mimo hlavního oltáře ještě jeden. V dalším období byly po stranách chrámové lodi zřízeny další oltáře, dva na každé straně. Boční oltáře i lavice po obou stranách před oltářem byly odstraněny v roce 1974. V roce 1996 byla zahájena generální oprava střechy. Od roku 2013 postupně probíhají v kostele další opravy (varhany, hlavní oltář, fasáda).

## Popis
Kostel je jednoduchá jednolodní stavba obdélníkového půdorysu zakončená mírně zaobleným kněžištěm s přistavěnou nízkou čtvercovou sakristií. Osvětlení lodi je zajištěno vysokými okny. Nad průčelím je postavena hranolová věž s jehlanovou střechou a zvonicí. Ve věži je zavěšen starý renesanční zvon z roku 1550, ostatní původní zvony z r. 1817 byly zabaveny za 1. světové války. Po válce byly navráceny, ale v roce 1942 byly opět zrekvírovány a již se nevrátily. Teprve v r. 1976 byl pořízen druhý zvon. Hlavní vchod do kostela tvoří nízká předsíň. U vchodu stojí po straně kamenný kříž.
Vstupní útvar na severozápadní straně má uvnitř po stranách točité schodiště na kruchtu a do podkroví a na protější straně zpovědní kapli, která byla upravena z bývalé márnice. 
Interiér lodi je klenutý, 18 sáhů dlouhý, 7 sáhů široký (32m x 12,5m ). V obvodních zdech lodi jsou vysoké, mělké oltářní niky, oddělené pilastry. V zrcadlech na klenbě lodi byly kolem roku 1910 namalovány biblické scény: Zázračný rybolov, Rozeslání apoštolů, Kristus na Olivové hoře. 
Nad hlavním oltářem je zavěšen obraz Stětí svaté Barbory, jehož autorství je připisováno Ignáci Oderlickému.  Roku 1799 byl darován Písařovu ze zrušeného kláštera v Šumperku a je památkově chráněný. Vlastní titulární obraz Rozeslání apoštolů, který je umístěn přímo na oltáři, byl pořízen až ve 20. století (kolem r. 1905). Hlavní oltář z 1. poloviny 19. století byl kompletně restaurován v roce 2013 z prostředků získaných veřejnou sbírkou. 
Současné varhany v kostele vyrobila firma J. Kloss z Krnova a do kostela byly osazeny v roce 1946. Generální oprava byla provedena v roce 2014. Původní barokní varhany od Karla Welzla z Králík byly v kostele od roku 1798 a sloužily v kostele téměř 150 let. 